# Condamine (Jura)
Condamine é uma comuna francesa na região administrativa de Borgonha-Franco-Condado, no departamento de Jura. Estende-se por uma área de 3,65 km². Em 2010 a comuna tinha 271 habitantes (densidade: 74,2 hab./km²).